# لیمینگتون هیستینگز
لیمینگتون هیستینگز (به انگلیسی: Leamington Hastings) یک روستا و محله مدنی در بریتانیا است که در Rugby واقع شده‌است. لیمینگتون هیستینگز ۴۴۰ نفر جمعیت دارد.